# Línea Mendillorri (Carril bici Pamplona)
La línea Mendillorri será la línea de carril bici que se construirá en el barrio de Mendillorri de Pamplona. Esta línea proporcionará conexión entre las zonas de Mendillorri, Beloso y la zona centro de la ciudad.

## Características principales
Estará compuesta por tres ramas. La primera comenzará en la línea ensanche y concluirá en la otra punta de Mendillorri, cruzando la zona verde más grande del barrio. La segunda, empezará, al igual que la anterior, en la línea ensanche, pero en este caso se dirigirá al oeste finalizando en la punta sur del barrio. Por último, la tercera rama comenzará en el mismo lugar que termina la primera, dirigiéndose y terminando en el este.

## Proyecto
Esta línea forma parte del Plan de Ciclabilidad de la ciudad de Pamplona, el cual contará con otras líneas.
Estas son todas ellas:
Conexiones:
- Conexión norte
- Conexión Camino de Santiago
- Conexión Sur
- Conexión oeste

Líneas internas:
- Línea San Juan
- Línea Chantrea
- Línea Mendillorri
- Línea Soto
- Línea Ensanche
- Línea Arrosadia
- Línea Iturrama
- Línea Universidad
- Línea Yamaguchi-Hospitales
- Línea Mendebaldea-Echavacóiz
- Línea San Jorge-Landaben
- Línea Buztintxuri
- Línea Rochapea
- Línea Bus-Bici

Se espera que el proyecto finalice para el año 2013.